# Самково (деревня, Архангельская область)
Самково — деревня в Плесецком районе Архангельской области. Входит в состав Конёвского сельского поселения.

## География
Деревня расположена на реке Кена.
Часовой пояс
Деревня Самково, как и вся Архангельская область, находится в часовой зоне МСК (московское время). Смещение применяемого времени относительно UTC составляет +3:00.

## Население
| 2002 | 2010 | 2012 |
| ---- | ---- | ---- |
| 88   | ↗96  | ↗99  |